# آی‌ان‌اس کوثر (پی۴۶)
آی‌ان‌اس کوثر (پی۴۶) (به انگلیسی: INS Kuthar (P46)) یک کشتی است که طول آن 91.1 metres می‌باشد. این کشتی در سال ۱۹۸۹ ساخته شد.